# I'm Coming Out
"I'm Coming Out" is een nummer van de Amerikaanse zangeres Diana Ross. Het nummer verscheen op haar album Diana uit 1980. Op 22 augustus dat jaar werd het nummer in de VS, Canada en Australië uitgebracht als de tweede single van het album. In november volgden Europa en Nieuw-Zeeland.

## Achtergrond
"I'm Coming Out" is geschreven en geproduceerd door Bernard Edwards en Nile Rodgers. Ross vroeg aan de twee oprichters van de groep Chic om materiaal voor haar nieuwe album te schrijven nadat zij met haar dochters naar een van hun concerten was geweest. Dit zou volgen op het succes van haar voorgaande album The Boss, dat volledig was geschreven en geproduceerd door Ashford & Simpson. Rodgers raakte geïnspireerd voor het nummer nadat hij apart van elkaar drie drag queens verkleed als Ross zag in een club in New York. Voor Ross had de tekst een andere betekenis: Diana was haar laatste album voor het platenlabel Motown en ze zou onder de duim van platenbaas Berry Gordy uitkomen. Ross vond het oorspronkelijk een geweldig nummer; totdat een radio-dj aan haar vertelde dat "coming out" een term was die door homoseksuelen wordt gebruikt om te vertellen dat zij op hetzelfde geslacht vallen: toen rende zij terug naar de studio en vroeg zij aan Rodgers waarom hij haar carrière wilde ruïneren.
"I'm Coming Out" was een grote hit in thuisland de Verenigde Staten. In navolging van de nummer 1-hit "Upside Down" kwam de tweede single van Diana op de 5e positie in de Billboard Hot 100 terecht. Daarnaast werd het een nummer 1-hit in de discolijsten en kwam het tot de 6e positie in de Hot Soul Singles-lijst. In het Verenigd Koninkrijk piekte de single op de 13e positie in de UK Singles Chart.
In Nederland werd de plaat eind 1980 veel gedraaid op Hilversum 3 en werd een radiohit in de destijds drie landelijke hitlijsten op de nationale publieke popzender. De plaat bereikte de 23e positie in de Nederlandse Top 40, de 25e positie in de TROS Top 50 en de 18e positie in de Nationale Hitparade. In de Europese hitlijst op Hilversum 3, de TROS Europarade, werd de 24e positie behaald.
In België werd de 21e positie in zowel de voorloper van de Vlaamse Ultratop 50 als de Vlaamse Radio 2 Top 30  bereikt. In Wallonië werd géén notering behaald.
"I'm Coming Out" is door diverse artiesten gecoverd en gesampled. De bekendste sample is afkomstig uit het nummer "Mo Money Mo Problems" van The Notorious B.I.G., dat in 1997 vier maanden na het overlijden van de rapper werd uitgebracht. De Duitse comédienne Hella von Sinnen parodieerde het nummer onder de titel "Mein Coming Out". De Amerikaanse zangeres Amerie coverde het nummer in 2002 voor de soundtrack van de film Maid in Manhattan en kwam in Nederland destijds tot de 69e positie in de publieke hitlijst; de Mega Top 100 op Radio 3FM. Keyshia Cole en Iggy Azalea maakten in 2014 een cover voor de soundtrack van de film The Other Woman. In 2016 stond een nieuwe versie van het nummer op de soundtrack van de film Trolls, gezongen door de cast.

## Hitnoteringen

### Nederlandse Top 40
| Hitnotering: 17-01-1981 t/m 14-02-1981 | Hitnotering: 17-01-1981 t/m 14-02-1981 | Hitnotering: 17-01-1981 t/m 14-02-1981 | Hitnotering: 17-01-1981 t/m 14-02-1981 | Hitnotering: 17-01-1981 t/m 14-02-1981 | Hitnotering: 17-01-1981 t/m 14-02-1981 | Hitnotering: 17-01-1981 t/m 14-02-1981 |
| Week                                   | 1                                      | 2                                      | 3                                      | 4                                      | 5                                      |                                        |
| -------------------------------------- | -------------------------------------- | -------------------------------------- | -------------------------------------- | -------------------------------------- | -------------------------------------- | -------------------------------------- |
| Positie                                | 33                                     | 28                                     | 25                                     | 23                                     | 30                                     | uit                                    |

### Nationale Hitparade
| Hitnotering: 27-12-1980 t/m 28-02-1981 | Hitnotering: 27-12-1980 t/m 28-02-1981 | Hitnotering: 27-12-1980 t/m 28-02-1981 | Hitnotering: 27-12-1980 t/m 28-02-1981 | Hitnotering: 27-12-1980 t/m 28-02-1981 | Hitnotering: 27-12-1980 t/m 28-02-1981 | Hitnotering: 27-12-1980 t/m 28-02-1981 | Hitnotering: 27-12-1980 t/m 28-02-1981 | Hitnotering: 27-12-1980 t/m 28-02-1981 | Hitnotering: 27-12-1980 t/m 28-02-1981 | Hitnotering: 27-12-1980 t/m 28-02-1981 |
| Week                                   | 1                                      | 2                                      | 3                                      | 4                                      | 5                                      | 6                                      | 7                                      | 8                                      | 9                                      |                                        |
| -------------------------------------- | -------------------------------------- | -------------------------------------- | -------------------------------------- | -------------------------------------- | -------------------------------------- | -------------------------------------- | -------------------------------------- | -------------------------------------- | -------------------------------------- | -------------------------------------- |
| Positie                                | 28                                     | 26                                     | 29                                     | 26                                     | 18                                     | 20                                     | 22                                     | 34                                     | 44                                     | uit                                    |

### TROS Top 50
Hitnotering: 01-01-1981 t/m 19-02-1981. Hoogste notering: #22 (1 week).

### TROS Europarade
Hitnotering: 31-12-1980 t/m 28-12-1980. Hoogste notering: #24 (1 week).

### NPO Radio 2 Top 2000
I'm Coming Out stond alleen in 2018 in de NPO Radio 2 Top 2000, op plek 1753.